# Eduardo Souto de Moura
Eduardo Elísio Machado Souto de Moura (sinh ngày 25 tháng 7 năm 1952 tại Porto) là một kiến trúc sư Bồ Đào Nha. Con trai của bác sĩ José Alberto Souto de Moura và mẹ là Maria Teresa Ramos Machado, anh là anh trai của José de Moura Souto, cựu Tổng chưởng lý của Bồ Đào Nha. Ông được bổ nhiệm giáo sư ở Trường kiến trúc Porto. Souto de Moura đã được trao Giải Pritzker kiến trúc năm 2011.
Souto de Moura học kiến trúc tại trường Mỹ thuật của Đại học Porto, tốt nghiệp vào năm 1980. Từ 1974 đến 1979, ông đã làm việc với Álvaro Siza Vieira thiết kế kiến trúc. Từ năm 1981 đến năm 1990, Souto Moura là trợ lý giáo sư tại trường cũ của mình, và sau đó được bổ nhiệm làm giáo sư tại Khoa Kiến trúc của Đại học Porto. 
Ông đã là giáo sư thỉnh giảng tại trường kiến trúc Geneva, Paris-Belleville, Đại học Harvard, Dublin, ETH Zurich và Lausanne, và đã tham gia nhiều hội thảo và giảng bài cả ở Bồ Đào Nha và ngoài nước. Các tác phẩm của ông đã xuất hiện trong các ấn phẩm và triển lãm khác nhau.
Ngày 28 tháng 3 năm 2011, người ta thông báo rằng Moura là người đoạt Giải thưởng Pritzker năm 2011, danh dự cao nhất của ngành kiến trúc. Ông là kiến trúc sư Bồ Đào Nha thứ hai giành được danh dự này, sau Álvaro Siza.. Giải thưởng này sẽ được trao vào tháng 4/2011 ở Washington DC, nhưng tên người đoạt giải đã bị báo chí tiết lộ trước. Giải thưởng đã được trao cho tác phẩm của ông bao gồm Estádio Municipal de Braga, tháp Burgo ở Porto và Viện bảo tàng Paula Rego Cascais
Ông được trao nhiều giải thưởng khác: giải António de Almeida Foundation; giải Antero de Quental Foundation; giải nhất trong cuộc thi phục hồi quảng trường Giraldo ở Évora ở Bồ Đào Nha; giải nhất trong cuộc thi cho CIAC Pavilions; giải nhất trong cuộc thi một khách sạn ở Salzburg ở Áo; giải nhất trong cuộc thi "IN/ARCH 1990 for Sicily"; giải kiến trúc Secil;.